# Quản Nên
Trần Văn Nên (? – 1940) còn gọi Cai Nên, Quản Nên hay Phó quản Nên, là cộng sự của thực dân Pháp trong lịch sử Việt Nam.

## Tiểu sử
Phó quản Nên công tác trong Sở Cảnh sát của thực dân Pháp ở Nam Kỳ, chưa rõ thân thế và quê quán.
Năm 1928, ở ga Bến Lức, Trần Văn Nên khi đó đang giữ chức Cai, mặc thường phục cùng binh lính theo dõi Nguyễn An Ninh và Phan Văn Hùm. Sau khi cướp giấy tờ tùy thân của Phan Văn Hùm, Cai Nên hành hung Phan và bị đánh trả. Phan Văn Hùm sau đó bị bắt vì tội tấn công cảnh sát. Mấy hôm sau, Nguyễn An Ninh cũng bị yêu cầu trình diện. Cả hai người bị đưa ra tòa và bị phán ngồi tù ở Khám lớn Sài Gòn với tội danh vu khống là tổ chức "Hội kín".
Năm 1940, Trần Văn Nên lúc này đã lên chức Phó quản, Trưởng đồn cảnh sát quận Đức Hòa. Đêm 22 tháng 11 năm 1940, kế hoạch đánh chiếm quận Đức Hòa của Đảng Cộng sản Đông Dương thất bại do bị lộ từ trước, Ban Chỉ đạo khởi nghĩa quận Đức Hòa rút lui về Giồng Cám. Tại đây, Ban Chỉ đạo đã quyết định tìm cách dụ dỗ quân Pháp ra khỏi quận để phục kích, với mục tiêu đầu tiên cần tiêu diệt là Quản Nên và Bếp Nhung.
Rạng sáng ngày 23 tháng 11, Phó hương quản Phùng Văn Dần (người của Đảng Cộng sản) đến báo tin "có cộng sản về Giồng Cám". Quản Nên vừa trở về từ Bình Trị Đông, xin Quận Hậu cho đi tuần tiễu. Đến đoạn lầy, quân của Quản Nên bị quân khởi nghĩa phục kích. Quản Nên và Bếp Nhung bị chém chết tại chỗ. Số lĩnh còn lại đều bị thương, bị quân khởi nghĩa tước súng rồi thả về.

## Hệ quả
Biết Quản Nên bị giết, chính quyền của Pháp ở Đức Hòa lúc ban đầu sợ hãi, chia lính ra phòng thủ chờ tiếp viện. Sau khi được bổ sung lực lượng, thực dân Pháp tiến hành "khủng bố trắng", càn quét mạnh ở Giồng Cám, Giồng Lốt, Bình Thủy, Đức Lập đến ngày 26 tháng 11. Hầu hết các gia đình trong vùng đều có người thân bị giết, trong đó có gia đình Huỳnh Văn Một (sau là Phó tư lệnh Quân khu Sài Gòn-Chợ Lớn-Gia Định của Quân đội nhân dân Việt Nam). Vào tháng 11 hàng năm, người dân huyện Đức Hòa (Long An) thường tổ chức giỗ vào cùng khoảng thời gian này, được xem như "đám giỗ hội".